# Akira Amano
Akira Amano (天野 明 Amano Akira, nascida em 1973) é uma mangaká japonesa que se tornou conhecida pelo mangá Katekyo Hitman Reborn!.
As primeiras versões do Reborn! Foram publicados em revistas de mangá do estilo Seinen. No final de 2003, a série, uma história curta na época, foi publicada na Shōnen Jump . Depois do sucesso, a série começou a publicação na revista em meados de 2004. Desde então, o mangá foi adaptado em um anime, bem como cinco light novels e diversos jogos de videogame.

## Trabalhos
- ēlDLIVE
- Shōnen Spin
- Neppuu Yakyuu Densetsu Picchan
- Petit Petit Rabbit (ぷちぷちラビィ, Puchi Puchi Rabii)
- Monkey Business
- Bakuhatsu HAWK!!
- Reborn!
- Psycho-Pass: design dos personagens